# Патрульные корабли проекта 22160
Патрульные корабли проекта 22160 типа «Васи́лий Бы́ков» — серия российских патрульных кораблей (корветов) 3-го ранга c управляемым ракетным вооружением ближней и дальней морской зоны. Первые российские корабли с применением модульной концепции вооружения.
На июнь 2025 года — построено 4 корабля (3 в составе флота, 1 потоплен) и 1 строится.
Предназначены для несения патрульной службы по охране территориальных вод, патрулирования 200-мильной исключительной экономической зоны в открытых и закрытых морях, пресечения контрабандной и пиратской деятельности, поиска и оказания помощи пострадавшим при морских катастрофах, экологического мониторинга окружающей среды в мирное время, охранения кораблей и судов на переходе морем, а также военно-морских баз и водных районов с целью предупреждения о нападении различных сил и средств противника — в военное время, а также операций в дальней морской и океанской зонах.
По характеристикам и задачам патрульные корабли проекта 22160 близки к таким же многофункциональным офшорным патрульным кораблям (OPV, MSOPV), которые популярны в последнее время во многих флотах мира.

## История
Серия кораблей предназначалась для пополнения корабельного состава Военно-Морского Флота России.
Проект серии разрабатывался в «Северном ПКБ»; это первые российские корабли с применением модульной концепции вооружения.
Изначально было заказано шесть кораблей; строительство велось на «Зеленодольском заводе», а также на заводе «Залив» (два корабля). Первый головной корабль серии «Василий Быков» был заложен 26 февраля 2014 года и спущен на воду 28 августа 2017 года; введён в состав Черноморского флота 20 декабря 2018 года.
В апреле 2014 года сообщалось о планах по увеличению серии с 6 до 12 единиц, а также по базированию кораблей данного проекта на Черноморском и Северном флотах. Планировалась передача шести корветов на Черноморский флот. К 2022 году было построено 4 корабля; заложены ещё два, из которых один достраивается. Проект вызвал резкую критику; не исключено, что ВМФ России в будущем откажется от таких кораблей.

## Конструкция
На кораблях проекта 22160 впервые в российской практике был реализован модульный принцип.
|                                                               | Часть вооружения на корабле постоянная, и оно монтируется при строительстве. Есть места, на которых можно в ходе ремонта разместить дополнительное вооружение. И есть места под съемные модули любого назначения, которые в процессе эксплуатации можно менять в зависимости от решаемых задач |
| Владимир Спиридопуло, Генеральный директор ОАО «Северное ПКБ» | |

### Силовая установка
Первоначально предполагалась установка дизель-редукторного агрегата на базе четырёх немецких V-20-цилиндровых дизелей 20V4000G63L «MTU» и редукторов «ZF», которые стоят на корабле «Василий Быков», но в связи с санкциями было выполнено импортозамещение и на следующие корабли устанавливается российская главная энергоустановка, которая состоит из двух двухвальных дизель-реверс-редукторных агрегатов ДРРА-6000 на базе двух четырёхтактных V-16 цилиндровых дизельных двигателей с турбонаддувом 16Д49 «Коломенский завод» (аналогичные 4 установлены на корветы проекта 20380) общей мощностью 12 000 л. с. (8826 кВт), которые работают на два вала с винтами фиксированного шага, на два реверс-редуктора РРП6000 производства ПАО «Звезда», локальная электронная цифровая система управления «Пурга-11» НПО «Аврора». Электроэнергией  корабль обеспечивается 4-мя дизель-генераторами АДГ-300 и одним  АДГ-100  производства Уральского дизель-моторного завода.

### Вооружение

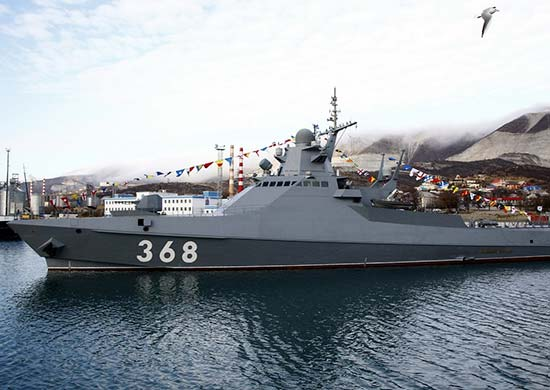
Патрульный корабль «Василий Быков» Новороссийской военно-морской базы Черноморского флота

Артиллерийское вооружение проекта состоит из универсальной артиллерийской установки АК-176МА калибром  76,2-мм с возможностью поражения морских, береговых и воздушных целей. Боекомплект — 152 выстрела в башне и 152 выстрела в погребе.
Для противовоздушной и противоракетной обороны предполагается, кроме артиллерийской установки, использовать ПЗРК «Игла-С» (комплект до 8 шт.) и аппаратуру РЭП.
На корабле предусмотрено базирование 12-тонного вертолёта, в том числе боевых Ка-29 и Ка-52К, для которых оборудован постоянный ангар, погреба для боезапаса и зарезервировано 30 кубических метров топлива. Отдельный ангар оборудован в бортовой надстройке для базирующихся на корабле БПЛА.
В кормовом слипе корабля предусмотрено базирование бронированной десантно-штурмовой лодки проекта 02800.
Для противодиверсионной обороны на проекте установлено два дистанционно-управляемых гранатомёта ДП-65 и два 12,7-мм пулемета «Корд». Также корабль комплектуется двумя ручными противодиверсионными гранатометами ДП-64.
На корабле декларирована возможность установки модульного контейнерного вооружения и оснащения, в том числе крылатых ракет «Калибр» или Х-35 в составе ракетного комплекса «Калибр-К». В августе 2020 года они проходили испытания на корабле «Василий Быков» на испытательных полигонах Северного флота, но пока в ВМФ России из контейнерного снаряжения широко применяются только водолазные контейнеры.
Так же идут испытания контейнерной гидроакустической станции «Минотавр-ИСПН-М.2».

### Мореходность
Для проекта были заявлены хорошая обитаемость и мореходность, а также возможность использования вооружения при волнении моря до 5 баллов. Заявленная автономность патрульного корабля проекта 22160 превышает автономность современных фрегатов проекта 11356Р и проекта 22350 гораздо большей размерности.

## Представители проекта
Корабли постройки АО «Зеленодольский завод имени А. М. Горького» (* фактический строитель ООО «СЗ „Залив“»)
| № | Название          | Борт. № | Зав. № | Закладка   | Спуск на воду | Передача заказчику | Флот | Состояние                  | Примечания                    |
| - | ----------------- | ------- | ------ | ---------- | ------------- | ------------------ | ---- | -------------------------- | ----------------------------- |
| 1 | «Василий Быков»   | 368     | 161    | 26.02.2014 | 28.08.2017    | 20.12.2018         | ЧФ   | В строю                    | В составе 184-й БрКОВР ЧФ     |
| 2 | «Дмитрий Рогачёв» | 375     | 162    | 25.07.2014 | 08.04.2018    | 11.06.2019         | ЧФ   | В строю                    | В составе 184-й БрКОВР ЧФ     |
| 3 | «Павел Державин»  | 363     | 163    | 18.02.2016 | 21.02.2019    | 27.11.2020         | ЧФ   | Возможно, в ремонте.       | В составе 184-й БрКОВР ЧФ     |
| 4 | «Сергей Котов»    | 383     | 164    | 08.05.2016 | 29.01.2021    | 30.07.2022         | ЧФ   | Потоплен 05.03.2024        | Был в составе 184-й БрКОВР ЧФ |
| 5 | «Виктор Великий»  | 417     | 165    | 25.11.2016 | 07.05.2024    | 07.2025            | ЧФ   | Государственные испытания  | В составе 184-й БрКОВР ЧФ     |
| 6 | «Николай Сипягин» |         | 166    | 13.01.2018 | 2025          | 2026               | ЧФ   | Готовится к спуску на воду |                               |

Цвета таблицы:

Белый — не достроен или утилизирован не спущенным на воду

 Зелёный  — действующий в составе ВМФ

 Красный  — списан, утилизирован или потерян
Первый корабль серии «Василий Быков» был заложен 26 февраля 2014 года. Спущен на воду 28 августа 2017 года, осенью того же года отбуксирован по внутренним водным путям на завод «Залив» в Керчь для достройки. 25 марта 2018 года вышел из Керчи в город Новороссийск на государственные испытания, стартовавшие в мае 2018 года. 20 декабря 2018 года головной патрульный корабль проекта 22160 «Василий Быков» вошел в состав Черноморского флота.
Четвёртый корвет серии, «Сергей Котов», 29 октября 2021 года вышел в Чёрное море для проведения заводских ходовых испытаний. Корабль планировали передать ВМФ РФ в конце 2021 года, но в конечном итоге он вступил в строй только 16 мая 2022 года, а 30 июля 2022 года состоялись подъём флага и принятие в боевой состав ЧФ ВМФ России. Потоплен 5 марта 2024 года в результате атаки беспилотных морских дронов ВСУ.

## Критика и перспективы проекта
Серия патрульных кораблей проекта 22160 продолжена не будет и завершится сдачей Черноморскому флоту в 2026 году последнего корвета серии.
Среди причин называются выявленные недостатки кораблей: малое водоизмещение обусловило недостаточную мореходность и сложности с размещением модульного оружия при слабости штатного вооружения, особенно в части противовоздушной обороны. А «инновационные обводы» оказались настолько неудачными, что по скоростным качествам корабли уступают даже бронепалубному крейсеру «Боярин» времён Порт-Артура, при вдвое большем водоизмещении и меньшей мощности энергоустановки последнего.

## Боевое применение
С самого начала вторжения России на Украину корабли проекта 22160 принимали участие в российских боевых действиях — как при патрулировании акватории Чёрного моря, обороне экономических путей России, охране военно-морских баз, сопровождении транзитных судов и поисково-спасательных операциях, так и непосредственно в боевых столкновениях; в частности 25-28 февраля 2022 года головной корабль серии «Василий Быков» принял участие в боях за остров Змеиный.
В октябре 2023 года корабль «Павел Державин» подвергся атаке морского дрона в порту Севастополя (согласно заявлениям российского военного блогера, получив повреждение винтовой группы). По данным WSJ, корабль подорвался на установленной с помощью беспилотника морской мине.
5  марта 2024 года Военная разведка Украины заявила, что морские беспилотники поразили российский патрульный корабль «Сергей Котов» в Крыму, неподалеку от Керченского пролива.